# Stephen Stewart

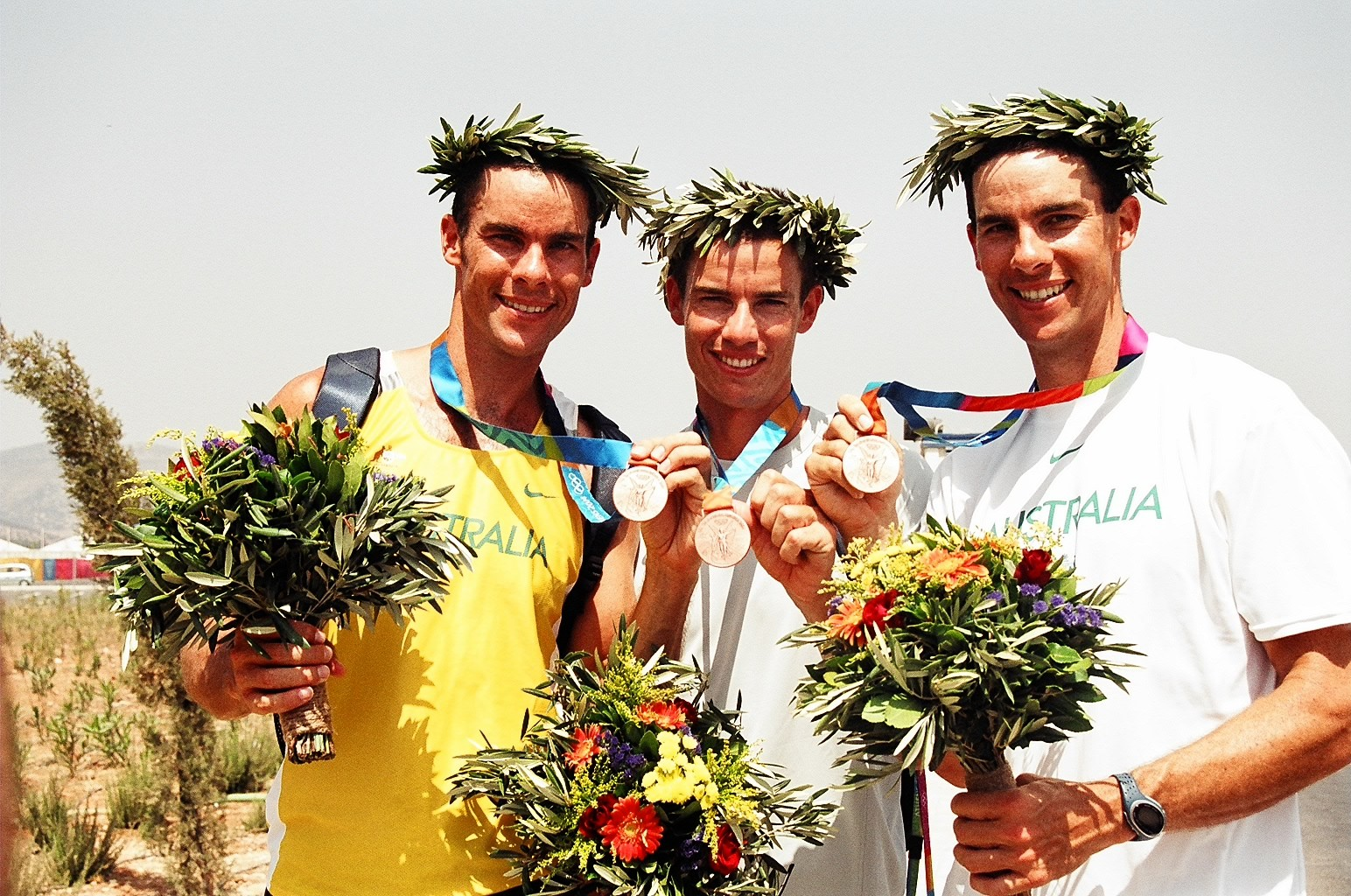
Von links nach rechts: Geoffrey, James und Stephen Stewart zeigen ihre Medaillen 2004 in Athen.

Stephen „Steve“ John Stewart (* 27. März 1978 in Sydney) ist ein ehemaliger australischer Ruderer und olympischer Medaillengewinner.

## Sportliche Karriere
Der 1,95 m große Stephen Stewart vom UTS Haberfield Rowing Club in Sydney gewann 1995 mit dem Vierer ohne Steuermann Silber bei den Junioren-Weltmeisterschaften, im Jahr darauf wurde er Siebter im Vierer mit Steuermann. 2000 gewann er die Silbermedaille im Vierer ohne Steuermann bei den (inoffiziellen) U23-Weltmeisterschaften.
2001 rückte Stephen Stewart in den australischen Achter und belegte den siebten Platz bei den Weltmeisterschaften. Zwei Jahre später war er Vierter im Vierer ohne Steuermann bei den Weltmeisterschaften 2003. Bei den Olympischen Spielen 2004 gewann der australische Achter mit Stefan Szczurowski, Stuart Reside, Stuart Welch, James Stewart, Geoffrey Stewart, Boden Hanson, Michael McKay, Stephen Stewart und Steuermann Michael Toon die Bronzemedaille hinter den Booten aus den Vereinigten Staaten und aus den Niederlanden. Mit Stephen, James und Geoffrey Stewart saßen drei Brüder im Achter.
Nach vier Jahren Pause kehrte Stephen Stewart 2008 noch einmal in den australischen Achter zurück und gewann die Weltcup-Regatta in München. Bei den Olympischen Spielen in Peking belegte der australische Achter den sechsten Platz, wobei Stephen Stewart der einzige Ruderer im Achter war, der schon 2004 beim Gewinn der Bronzemedaille dabei war.